# Seleção Japonesa de Futebol Feminino
A Seleção Japonesa de Futebol Feminino representa o Japão nas competições de futebol feminino da FIFA. É a única seleção feminina a vencer todas as competições da FIFA.

## História
Conquistou o seu grande triunfo na Copa do Mundo de Futebol Feminino de 2011, na Alemanha, ao vencer as bicampeãs norte-americanas nos pênaltis, sagrando-se campeã mundial pela primeira vez. Em 2010, conquistou a medalha de ouro nos Jogos Asiáticos. Nessa competição ainda obteve a medalha de prata em 1990, 1994 e 2006 e a medalha de bronze em 1998 e 2002. Na Universíada, obteve a medalha de prata em 2003 e 2009 e a medalha de bronze em 2005. 

## Títulos
- Copa do Mundo de Futebol Feminino: 2011
- Copa da Ásia Feminina: 2014, 2018
- Jogos Asiáticos: Medalha de Ouro - 2010, 2018 e 2022
- Copa do Mundo de Futebol Feminino Sub-20: 2018
- Copa do Mundo de Futebol Feminino Sub-17: 2014
- EAFF E-1 Football Championship: 2008, 2010, 2019, 2022
- SheBelieves Cup: 2025
- Copa da Ásia de Futebol Feminino Sub-20: (2002, 2009, 2011, 2015, 2017 e 2019)
- Copa da Ásia de Futebol Feminino Sub-17: (2005, 2011, 2013 e 2019)

## Campanhas de destaque
- Jogos Olímpicos
  - medalha de prata: 2012
  - quarto lugar em 2008
- Jogos Asiáticos
  - medalha de prata: 1990, 1994, 2006
  - medalha de bronze: 1998, 2002
- Universíada
  - medalha de prata: 2003, 2009, 2011
  - medalha de bronze: 2005
- Copa do Mundo de Futebol Feminino Sub-17 - 
  - Vice-campeã 2010 e 2016.